# 中妻照雄
中妻 照雄（なかつま てるお、1968年 - ）は、日本の経済学者。専門は金融工学、計量経済学、ベイズ統計学、フィンテック。慶應義塾大学経済学部教授。慶應義塾大学経済研究所所長であり、同研究所の附属センターである "Centre for Finance, Technology and Economics at Keio (FinTEK)" のセンター長。博士（ラトガース大学）。

## 略歴
- 1991年、筑波大学第三学群社会工学類卒業。
- 1994年、筑波大学大学院社会工学研究科より修士号を取得。
- 1998年、ラトガース大学よりPh.D.を取得。
- 1998年、一橋大学経済研究所専任講師。
- 2000年、慶應義塾大学経済学部専任講師。
- 2002年、慶應義塾大学経済学部准教授就任。
- 2010年、慶應義塾大学経済学部教授就任。
- 2017年、慶應義塾FinTEKセンター センター長就任。
- 2019年、慶應義塾大学大学院経済学研究科委員長に就任
- 2020年、慶應義塾大学経済研究所所長[2]。

## 著作

### 単著
- 『ファイナンスのためのMCMC法によるベイズ分析』 (三菱経済研究所、2003年)
- 『入門ベイズ統計学』 (朝倉書店、2007年)
- 『実践ベイズ統計学』 (朝倉書店、2013年)
- 『Pythonによるファイナンス入門』 (朝倉書店、2018年)

### 共著
- 『計量経済学のフロンティア』 (慶應義塾大学出版会、2006年)
- 『フィンテックの経済学:先端金融技術の理論と実践』 (慶應義塾大学出版会、2019年)
- その他、ジャフィー・ジャーナルより複数の本を共著